# Псайлок
Псайлок (англ. Psylocke) — персонаж з коміксів американського видавництва Marvel Comics, учасниця вигаданої команди супергероїв Люди Ікс.

## Біографія
Елізабет Бреддок народилась у заможній родині в Англії та росла з двома братами — Браяном та Джеймі. Подорослішавши, вона стала пілотом чартерних рейсів. Скоро Бетсі розкрила таємницю свого брата Браяна — саме він був популярним героєм Капітаном Британія. Приблизно у цей же час у неї стали проявлятись телепатичні здібності.
Скоро Елізабет була викрадена злочинцем Моджо, який стер їй пам'ять і зробив зіркою свого нового шоу під псевдонімом Псайлок. Капітан Британія і команда «Нові Мутанти» змогли врятувати дівчину і перевезли її до Інституту Хавьєра, щоб Бетсі змогла відновити сили. В той самий час на Людей Ікс напали Мародери, і Псайлок змогла врятувати поранених мутантів, відволікаючи Шаблезубого до прибуття Росомахи. Логан був вражений хоробрістю Бетсі й запропонував їй вступити у команду «Люди Ікс».
У битві з Королем Тіней (у команді з Джиною Грей) до Псайлок дивним чином передалися телекінетичні сили Фенікса. Але виникла трагедія — на Інститут Хавьєра напав злочинець Варгас. Псайлок лише освоювалася з новими здібностями й загинула у нерівній боротьбі, захищаючи Звіра і Роуг. Але сила Фенікса дала про себе знати — Псайлок повернулась до життя і потрапила до команди «Вигнанці», яка подорожує паралельними всесвітами. Після цього її більше ніхто не бачив. Через деякий час команда Сестрицтво провела над Псайлок експеримент, щоб та стала новою їхньою учасницею.

## Здібності
Псайлок — телепат, вміє створювати ілюзії, підчиняти своїй волі свідомості інших людей і навіть передбачати майбутнє. Пізніше від Фенікса Бетсі отримала здібність до телекінезу і навчилась створювати спеціальну телекінетичну катану — потужну зброю у її руках. Вона також може збільшувати рівень своєї сили за рахунок телекінезу. Псайлок має імунітет до телепатичних атак, є майстром рукопашного бою і досвідченим пілотом.